# منتخب أيرلندا لسباعيات الرغبي
منتخب أيرلندا لسباعيات الرغبي (بالإنجليزية: Ireland national rugby sevens team)‏ هو ممثل جمهورية أيرلندا الرسمي في المنافسات الدولية في سباعيات الرغبي.